# Judengasse 36 (Coburg)

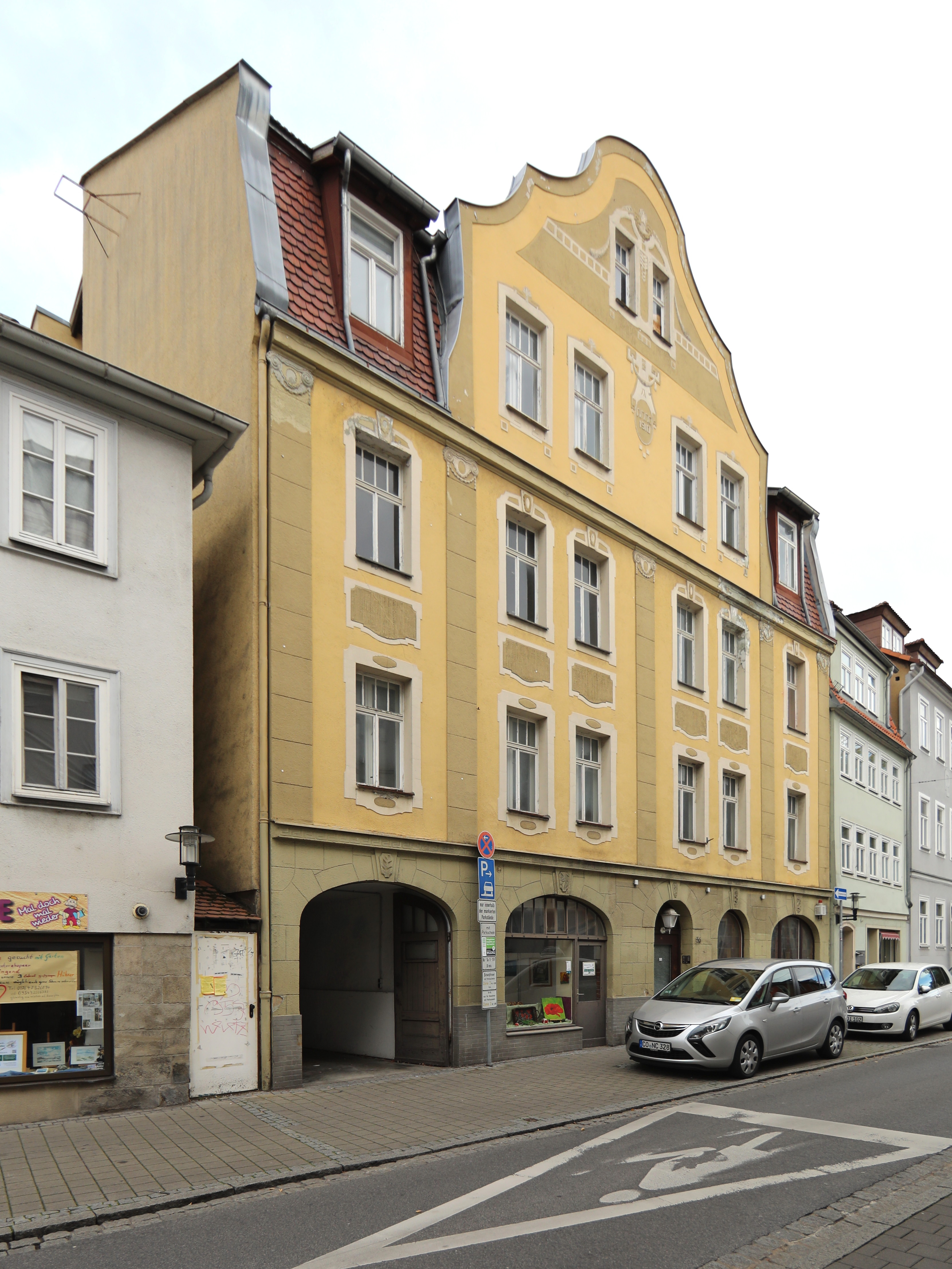
Judengasse 36 in Coburg

Das Haus Judengasse 36 in der oberfränkischen Stadt Coburg ist ein Jugendstilgebäude, das 1910 errichtet wurde und als Baudenkmal in der Bayerischen Denkmalliste eingetragen ist.

## Geschichte
Um 1700 entstand in der heutigen Judengasse 36 ein Haus, das 1712 Salomon Friedrich Leuthäußer erwarb und mit einem Nachbarhaus vereinigte. Im Jahr 1730 wurde es als Anwesen mit zwei Stockwerken, vier Stuben, einem Keller und einem großen Stall beschrieben. Im Jahr 1885 eröffnete der Gastwirt Carl Bindel im Haus des Gerbermeisters Ernst-Friedrich Dietz die Bierwirtschaft Weißes Ross. Er gab das Lokal 1891 auf. Unter anderen folgte 1904 der Metzgermeister und Gastwirt Georg Schinzel als Pächter.:S. 94 Die Gaststätte Weißes Ross entwickelte sich in der Folge zu einem bekannten Speiselokal, das die Familie Schinzel bis 1968 führte.
Im Jahr 1910 wurde das Haupthaus nach Plänen des Maurermeisters Friedrich Kürschner für die Witwe Mathilde Dietz neu errichtet. Wenige Innenwände und die Rückwand im Erd- und ersten Obergeschoss blieben vom Vorgängerbau erhalten. Es folgte 1920 der Einbau zweier Tore zur Straßen- und Hofseite.
Im Vereinszimmer, im Rückgebäude gelegen, konnten auch kleinere Veranstaltungen durchgeführt werden. Nach der Feier des Deutschen Tages am 14. und 15. Oktober 1922 in Coburg trafen sich am 24. Oktober 1922 im Weißen Ross 86 Coburger, darunter Franz Schwede, um die Ortsgruppe Coburg der NSDAP zu bilden.:S. 95 Die eigentliche Gründung der NSDAP-Ortsgruppe folgte am 14. Januar 1923.
Nach 1968 erfolgte eine Sanierung und Modernisierung der Gaststätte. Es gab mehrere Pächterwechsel, zuletzt im Jahr 2004. Seit 2007 ist die Gaststätte geschlossen.:S. 98

## Architektur
Das Traufseithaus an der Judengasse ist Teil eines größeren Baukomplexes, zusätzlich bestehend aus einem rechteckigen Innenhof mit Rückgebäuden und einem Laubengang an den anderen drei Seiten.
Der barockisierende, dreigeschossige Jugendstilbau von 1910 besitzt in der Straßenfront im Erdgeschoss hinter fünf Korb- bzw. Segmentbögen mit Keilsteinen links ein Tor als Zugang für den Innenhof, daneben ein Ladeneinbau, gefolgt vom Hauszugang und von einer Gaststube mit zwei Fenstern. Die Stuckfassade der Obergeschosse, mit ihren sechs Fensterachsen, gliedern fünf flache, genutete und stuckierte Lisenen mit Kapitellen, leicht geohrte Fensterrahmen und Schürzen unter den Fenstern des zweiten Obergeschosses. Zwischen den beidseitigen Giebelmauern und zwei im Mansarddach angeordneten Schleppgauben bestimmt ein mächtiger geschweifter Zwerchhausgiebel die Straßenseite. Er besteht unter anderem aus zweimal zwei Fensterachsen, stuckiertem Dekor und einer 1910 datierten Kartusche.